# Porphyrinia exigua
Porphyrinia exigua är en fjärilsart som beskrevs av Walker 1857. Porphyrinia exigua ingår i släktet Porphyrinia och familjen nattflyn. Inga underarter finns listade i Catalogue of Life.